# Irán elleni brit–szovjet invázió
Az Irán elleni inváziót a második világháború során a szövetségesek részéről a Szovjetunió, az Egyesült Királyság és több nemzetközösségi állam hajtotta végre. A Megegyezés (Countenance) fedőnevű hadművelet 1941. augusztus 25-től szeptember 17-ig tartott. Az invázió célja az volt, hogy megszerezzék az iráni olajmezőket, illetve, hogy biztosítsák a Szovjetunióba tartó szövetséges utánpótlási vonalakat, amelyeken keresztül a kölcsönbérleti törvény keretében hadifelszerelést tudnak juttatni a keleti frontra, a tengelyhatalmak csapatai ellen küzdő szovjeteknek. Bár Irán hivatalosan semleges volt a háborúban, a szövetségesek híresztelése szerint Reza Pahlavi iráni sah baráti viszonyt ápolt a tengelyhatalmakkal. Az uralkodót a későbbi megszállás ideje alatt ezért eltávolították a hatalomból és fiát léptették a helyére.
A megszállás nem egyedülálló eset Irán történelmében. Az első világháború alatt az akkor még Perzsiának nevezett országot brit és orosz csapatok (előbbiek kötelékében pedig más gyarmatokról odavezényelt erők is) tartották megszállva, bár ez ellen voltak időszakos lázadások a helyi lakosság részéről. Az ország háborús hadszíntérré is változott, mivel nyugatról a megszálló antant erőket német és török csapatok támadták.
Az első világháború során az ország (akkoriban még Perzsia néven) egy csaknem pontosan ilyen inváziót élt át, amely hasonló okokra volt visszavezethető: az akkor még a Kádzsár-dinasztia által vezetett Perzsia, mely hivatalosan semleges maradt a konfliktusban, brit és orosz érdekszférákra volt osztva már a háborút megelőzően, mialatt belső lázadások gyengítették. Ezt az antanttal szembenálló központi hatalmak (Németország és az Oszmán Birodalom) ki akarták használni, és sikerült is erős befolyásra szert tenniük, ami a Kádzsárok uralmát is veszélyeztette. Válaszul az oroszok és az angolok expedíciót indítottak Perzsiába, leverték ezeket a lázadókat és kiűzték a törökök és németek által támogatott gerillákat. Rövidesen az oroszok kivonultak Perzsiából, így az ország teljes területe brit befolyás alá került.

## Háttér
1925-ben a polgárháborús és zűrzavaros évek után Perzsia (1935-től Irán) Reza kán uralma alatt egyesült, aki még ebben az évben megkoronázta magát és sah lett. Reza sah nagyszabású gazdasági, kulturális és katonai modernizációs programba kezdett, aminek következtében Irán – a Kádzsár-dinasztia uralma alatt egy visszamaradt, elszigetelt és megosztott ország – gyorsan fejlődő modern ipari állammá vált. Reza sah mindezek mellett számos más fejlesztést is véghezvitt. Ilyenek voltak többek közt az infrastruktúra fejlesztések; a városok és közlekedési-hálózatok bővítése, valamint egy iskolaépítési program.
A sah a külkapcsolatok terén elkötelezett volt a semlegesség megőrzése iránt, viszont a modernizációs törekvések finanszírozása végett nyugati segítségre volt szüksége.
Irán és Németország évtizedek óta jó kapcsolatokat ápolt, részben a Brit és Orosz Birodalom (valamint később a Szovjetunió) birodalmi törekvéseinek ellensúlyozása érdekében. A németekkel való kereskedés vonzó volt Irán számára, hiszen a britekkel és az oroszokkal ellentétben a németeknek korábban nem voltak a térségben imperialista törekvéseik. A nácik 1930-as évekbeli németországi hatalomátvétele sem volt különösképp hatással a két ország kereskedelmi viszonyára. A náci propaganda gyakran hangoztatta a két árja – tehát a német és iráni nép közti hasonlóságokat, Iránt nem különösebben érdekelték a náci vezérelvek, mint például az antiszemitizmus. Jó példa erre, hogy a második világháború során megszállt európai fővárosokban lévő iráni nagykövetségek több mint 1500 zsidónak nyújtottak menedéket, illetve adtak iráni állampolgárságot, lehetővé téve számukra az Iránba költözést, így megmentve őket a holokauszttól.
Mindezek ellenére a brit propaganda a nácik támogatásával, illetve németpártisággal kezdte vádolni Iránt.
Bár Reza sah már a második világháború elején kinyilvánította országa semlegességet, Irán mégis hatalmas stratégiai jelentőséggel bírt a britek számára. A brit kormány attól tartott, hogy a brit tulajdonú Angol–Iráni Olajtársaság ábádáni olajfinomítója a németek kezébe kerülhet. Az olajfinomító 1940-ben nyolcmillió tonna kőolajat dolgozott fel, így az létfontosságú volt a szövetségesek háborús törekvései tekintetében. A brit–iráni kapcsolatok egyébként már 1931 óta feszültek voltak, miután Reza sah felmondta a D'Arcy-koncessziót. A koncesszió kimondta, hogy az iráni olajat kizárólagosan az Angol–Iráni Olajtársaság adhatja el, és a haszonból Irán mindössze 10%-ot kap.
A Szovjetunió elleni 1941-es német támadást követően a britek és a szovjetek hivatalosan is szövetségesekké váltak, ami újabb ösztönzést adott az Irán elleni invázióhoz. A német hadsereg Szovjetunióba történő folyamatos előrenyomulása miatt a transziráni vasútvonal által képzett „Perzsa korridor” volt a legkönnyebb módja, hogy a szövetségesek az Egyesült Államokból érkező, és a szovjetek által egyre kétségbeesettebben várt hadianyag-szállítmányokat célba juttassák. A brit és szovjet tervalkotók tehát kezdték felismerni az iráni vasutak életbevágó fontosságát, és minél előbb meg is akarták szerezni azokat. Az oroszországi Arhangelszkbe tartó utánpótlás-szállító hajókonvojok ellen egyre fokozódtak a német tengeralattjárók támadásai, valamint a tengeri jégviszonyok is rosszabbra fordultak, ami ezeket az utánpótlási vonalakat egyre veszélyesebbé, ugyanakkor az iráni vasutat egyre vonzóbbá tette. Emellett a szovjetek az iráni Azerbajdzsán tartományt is a Szovjetunió részévé kívánták tenni, és esetleg egész Iránt kommunista állammá változtatni. A két szövetséges állam tehát nyomás alá helyezte Iránt és a sahot, de ez csak az országok közti viszony további romlásához, és britellenes tiltakozásokhoz vezetett. A brit propaganda ezeket a tüntetéseket németbarát demonstrációknak mutatta be.
A szövetségesek azt követelték a sahtól, hogy utasítsa ki Iránból a németeket (akik főként munkások és diplomaták voltak), de Reza sah ezt visszautasította. Egy brit nagykövetségi jelentés szerint 1940-ben körülbelül 1000 német tartózkodott Iránban. Az iráni Ettelaat című napilap ezzel szemben azt állította, hogy az országban mindössze 690 német tartózkodik. Az újság szerint az országban összesen 4630 külföldi tartózkodott, melyek közül 2590 brit volt. Mindemellett az irániak elkezdték csökkenteni a Németországgal való kereskedelem volumenét, engedve a szövetségesek ezen követelésének. Reza sah még ezek után is próbált semleges maradni, és jó viszonyra törekedni mindkét féllel, ám ez egyre nehezebbé vált a brit és szovjet követelések miatt. Az 1941 eleji angol–iraki háború miatt jelentős brit haderő érkezett a szomszédos Irakba, így Irán nyugati határánál már az invázió előtt is nagyszámú ellenséges haderő állomásozott.

## Invázió
Bár az irániak szerint a szövetségesek akciója egy hadüzenet nélküli, meglepetésszerű támadás volt, az inváziót nyilvánvaló csapatmozgások előzték meg. Emellett két diplomáciai irat is érkezett az iráni kormányzathoz július 19-én és augusztus 17-én, melyben felkérték az iráni kormányt, hogy utasítsa ki a tengelyhatalmak állampolgárait, különben erővel lépnek fel Irán ellen. A második diplomáciai üzenetet Hasszán Ali Manszúr miniszterelnök egy burkolt ultimátumnak tartotta. A végső diplomáciai üzenetet – melyben az invázió kezdetét bejelentették – a brit és szovjet nagykövet csak a támadás éjszakáján adta át az irániaknak. A britek nem hitték, hogy a támadás meglepetés lenne. Archibald Wavell tábornok később ezt írta jelentésében: "... kétségtelen, hogy az iráni kormány számított egy Huzesztánba irányuló brit támadásra, így erősítést – többek közt könnyű és közepes harckocsikat – vezényeltek Ahvázhoz". Ennek ellenére a támadás taktikailag meglepetésszerű volt, és a szövetségesek gyors, illetve könnyen végrehajtott akcióként jellemezték.

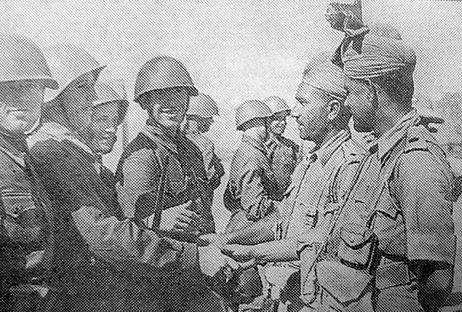
Szovjet és indiai katonák találkoznak augusztus végén

Mindazonáltal Reza sahot az invázió meglepte. Személyesen bekérette Sir Reader Bullard brit és Andrej Szmirnov szovjet nagyköveteket, és azt tudakolta tőlük, hogy miért támadták meg országát, illetve, hogy miért nem küldtek előbb hadüzenetet. Mindketten azt válaszolták hogy az Iránban tartózkodó németek miatt. Mikor a sah megkérdezte, hogy ha kiutasítja a németeket, akkor a szövetségesek abbahagyják-e a támadást, a nagykövetek nem válaszoltak. Reza sah ezt követően táviratot küldött Franklin D. Roosevelt amerikai elnöknek, melyben az elnök közbenjárását kérte a támadás leállításában. Roosevelt a kérést elutasította, de azt mondta, hogy Irán területi egysége tiszteletben lesz tartva.

### Katonai műveletek
A Brit és az Ausztrál Királyi Haditengerészet a Perzsa-öböl felől indította a támadást, míg a szárazföldi és légi támadás Irakból indult. Hat nappal az invázió után és Dél-Irán a szövetségesek általi megszállását követően a britek korábban Iraki Parancsnokság (vagy Iraqforce) néven ismert egységeit átnevezték Perzsa és Iraki Erőkké (Paiforce). A parancsnokuk Edward Quinan altábornagy lett. A Paiforce magában foglalta a 8. és 10. Indiai Gyalogoshadosztályt, a 2. Indiai Páncélosdandárt, a 4. Brit Lovasdandárt (később ez lett a 9. Páncélosdandár), valamint a 21. Indiai Gyalogosdandárt.
Eközben a szovjetek észak felől támadtak, főként a Dél-Kaukázusból. A Kaukázusontúli Front 44., 47. és 53. hadseregei Dmitrij Kozlov tábornok vezetésével elfoglalták Irán északi tartományait. Szovjet részről is részt vettek a hadműveletben légi és vízi egységek. Harckocsik tekintetében a szovjetek főként T–26-os tankjaikat használták, melyből csak nekik több mint 1000 állt rendelkezésükre.
A támadó szövetséges csapatok létszáma meghaladta a 200 000 főt, emellett pedig modern repülőkkel, harckocsikkal és tüzérséggel is rendelkeztek.
A támadásra válaszul az iráni hadsereg kilenc gyalogoshadosztályt mozgósított, melyek közül néhány gépesített volt. Két hadosztály harckocsikkal is rendelkezett. A védekező haderő 126 000-200 000 fő körüli emberállománnyal bírt. Bár Irán ez előző évtizedben számos lépést tett annak érdekében, hogy haderejét megerősítse és egységesítse, így létrehozván egy modern hadsereget; a katonák nem voltak elég képzettek, illetve nem állt rendelkezésre elegendő páncélos és légi egység, hogy képesek legyenek több frontos háborút vívni. Reza sah modernizálta az iráni haderőt, de a háború kirobbanásakor ez a fejlesztés még nem fejeződött be.
Irán 1941-re önellátó volt a kézifegyver gyártás tekintetében. Az 1. és 2. hadosztály felfegyverzéséhez 200 darab Renault FT–17, illetve ČKD-Praga TNHP könnyű harckocsit, továbbá American LaFrance TK–6 páncélgépkocsikat vásároltak. A többi iráni megrendelést a világháború miatt elhalasztották. Bár a beszerzett harckocsik megfelelőek voltak, valamint sok is volt belőlük, ahhoz kevesek voltak, hogy két ilyen nagyhatalmat megállítsanak egy többfrontos háborúban. Az Iráni Birodalmi Légierő repülőgép állománya 150-200 Hawker Audax, Hind és Fury gépekből állt, melyek némelyikét Iránban szerelték össze. A légierő számos Európában képzett pilótát is soraiban tudhatott. Bár a gépeket nem sokkal korábban szerezték be, a légi hadviselés természetének 1930-as években történő megváltozása miatt 50 repülő kivételével az egész gépállomány elavultnak számított a támadás idején. A támadás előtt a Brit Királyi Légierő szórólapokat szórt az iráni katonáknak, arra kérvén őket, hogy ne harcoljanak, mivel országuk nincs fenyegetve, csupán „megvédik” egy esetleges náci pusztítástól.
A szövetségesek meglepetésszerű támadása miatt, az irániaknak időbe telt, mire hatékony védelmet szerveznek.

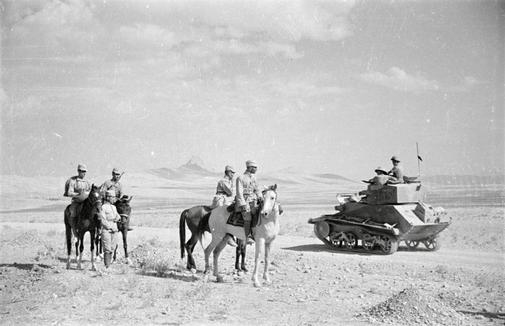
Szovjet és brit katonák találkozása Kazvin közelében

Az invázió augusztus 25-én, a kora reggeli órákban vette kezdetét, mikor a Brit Királyi Légierő gépei beléptek az iráni légtérbe. Bombázták Teheránt, Kazvint és több egyéb várost, valamint szórólapokat szórtak, melyben arra ösztönözték az irániakat, hogy adják meg magukat. A szovjetek különböző célpontokat bombáztak Tebriz, Ardabil és Rast városában. A bombázások során számos polgári és lakónegyedet is találat ért, így több százan megsebesültek vagy életüket vesztették. Reza sah nem engedett tábornokai kérésének, melyben az utak és a közlekedési hálózat lerombolását kérték, mert az uralkodó nem akarta elpusztítani az infrastruktúrát, amit uralma alatt nagy nehezen felépített. Ez nagyban hozzájárult a szövetségesek gyors győzelméhez.
Mivel Iránnak nem volt olyan szövetségese, aki segíteni tudott volna neki a bajban, az iráni ellenállást gyorsan eltiporták a szovjet, illetve brit harckocsik és katonák. A két támadó ország csapatai Szanandadzsnál (Hamadántól nyugatra 160 km-rel) és Kazvinnál (Teherántól nyugatra 160 km-rel, és Hamadántól északkeletre 320 km-rel) találkoztak augusztus 30-án és 31-én. Szembesülve a vereségekkel, Reza sah augusztus 29-én – négy nappal a támadás kezdetét követően – utasította a haderőt, hogy hagyja abba a harcot, és tegye le a fegyvert.

#### A Huzesztán elleni brit támadás
A hadjáratot augusztus 25-én pirkadatkor kezdte meg a brit HMS Shoreham őrhajó, mikor a Brit és Ausztrál Királyi Haditengerészet több hajójával együtt támadást indított Ábádán kikötője ellen. Két iráni hajó, a Palang és a Babr szinte azonnal elsüllyedt, a többi hajót pedig szintén elpusztították, vagy elfoglalták. Az irániaknak nem volt idejük felkészülni az ellenállásra, hiszen a támadás teljesen meglepte őket. Az Iráni Haditengerészet nagy része azelőtt megsemmisült, hogy bármit is tehetett volna, a haditengerészet vezetőjét, Gholamali Bayandor tengernagyot pedig megölték.
A brit parancsnokok számára a legfontosabb feladat az ábádáni finomítóberendezések megszerzése, és a Angol–Iráni Olajtáraság dolgozóinak megtorlásoktól való megóvása volt. Huzesztán tartomány védelmére az irániak 27 000 katonát szántak, melyek az 1., 2. 6. és 16. gyaloghadosztályokból kerültek ki. Köztük volt gépesített- és könnyűgyalogság is. Az 1. és 2. hadosztály részeként az összes iráni harckocsit bevetették a tartomány védelmére. A britek a tengeri és ejtőernyős csapatokkal is partra szálltak Ábádánban, majd elfoglalták a várost és a finomítót. Ezt követően az irániaknak sikerült az ellenállást megszervezni, és kézitusák során visszafoglalni a finomítót és a várost, számos brit és indiai katona halálát okozva.

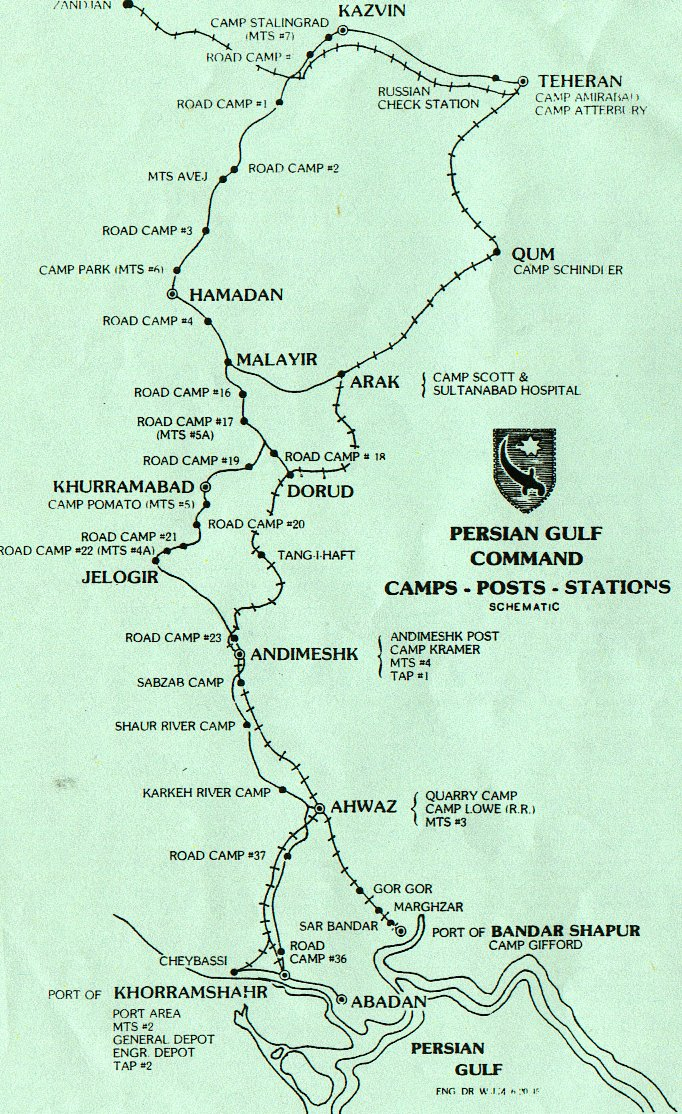
A Perzsa-öböl és környékének térképe, jelölve rajta a táborok és állomáshelyek

Mivel az irániakat meglepetésként érte a támadás, Huzesztán tartomány más részein nem lehetett ellenállásról beszélni. Eközben a 8. indiai hadosztály 24. dandárjának két zászlóalja az ausztrál HMAS Kanimbla hadihajóról indított kétéltű partraszállást követően elfoglalta Bandar Shahpur (ma Bandar Khomeini) városát, illetve a város kikötőjét és olajterminálját. A Brit Királyi Légierő ez idő alatt a légibázisokat és a kommunikációs rendszereket támadta, amivel rövid idő alatt megszerezték a légifölényt. Számos iráni repülőgépet még a földön megsemmisítettek, így ellehetetlenítve a perzsa ellentámadást.
A 8. indiai hadosztály 18. és 25. dandárja Baszrából indulva – az augusztus 25-én bevett – Qasr Sheikh felé haladt, és miután átkeltek a Satt el-Arab víziúton, még aznap bevették az Ábádán melletti Horramsahr városát. Mivel a briteknek nem sikerült biztosítaniuk a Kárún folyót, néhány ottmaradó iráni mesterlövész rövid időre megakasztotta a britek előrehaladását. A britek végrehajtottak egy partraszállást Bandar-e Abbásznál is, illetve biztosítani tudták a Satt el-Arabot. Augusztus 26-ra nem maradt szervezett iráni ellenállás a térségben, a nagyobb tűzerő eltiporta a perzsa erőket. 350 iráni katona hadifogságba esett, sokan pedig meghaltak vagy szétszéledtek. Számos iráni egység pedig megadta magát.
A britek azt remélték, hogy elfoglalják Ahvázt, majd északra indulnak a Zagrosz-hegység felé, és Kazvinban csatlakoznak az Irán középső részén harcoló brit, valamint az északról támadó szovjet csapatokhoz. Augusztus 27-én a britek el is érték Ahvázt, ahol a Mohammad Shahbakhti tábornok vezette iráni csapatok erős védelmet kialakítva várták őket. Az irániak beásták magukat a város körül, de tüzérséggel és harckocsikkal is rendelkeztek. Bár az irániak súlyos veszteségeket szenvedtek, és moráljuk is alacsony volt, mégis elszántan készültek a harcra. Az indiai sereg előrenyomulása megtorpant és a vezetők haboztak a Kárún folyón való átkeléssel és a város megtámadásával. A britek egy támadását az iráni harckocsiknak és gyalogságnak sikerült is visszaverniük.
Hogy az irániak védelme mennyire lett volna sikeres az kétséges, mivel augusztus 29-én – elszórt összecsapásokat követően – az ahvázi parancsnokokat értesítették arról, hogy a kormány elfogadta a tűzszünetet, így nem kell tovább harcolniuk. Az irániak és a britek megállapodtak abban, hogy a perzsáknak nem kell letenniük a fegyvereiket, és helyükön is maradhatnak, de a brit csapatok csatlakoznak hozzájuk és tartanak a városban egy felvonulást. Cserébe az irániak evakuálhatják a városból a brit lakosokat a brit hadsereghez. A brit és indiai csapatok megtartották a felvonulásukat, az iráni tisztek teljes katonai tiszteletadása mellett.

#### A Közép-Irán elleni brit támadás

Irak és Nyugat-Irán térképe 1941-ben

Északabbra a 10. indiai gyalogoshadosztály William Slim vezérőrnagy vezetésével Irán középső részén támadott. Slim vezérőrnagy rádión keresztül, Indiából irányította csapatait. Az indiai gyalogos és páncélos egységek az iraki határnál, Khanaqin városánál (Bagdadtól 160 km-re északkeletre, és Baszrától 450 km-re) sorakoztak fel. A Kermánsáh tartományt támadó briteknek – a Huzesztánban harcoló társaiktól eltérően – hegyvidékes terepen kellett küzdeniük. A csapatoknak így meredek hegyoldalak közt, keskeny hágókon kellett előrehaladniuk.
A brit csapatok Kaszr-e Sirin városánál lépték át a határt, és megindultak a Naft Shahri olajmező felé, amelyet csekély ellenállás leküzdése után el is foglaltak. A britek minimális veszteségekkel számoltak a hadművelet során, de Gilán-e Garb település megtámadásakor a brit csapatok erős – mintegy 2000 fős – iráni ellenállással találták szemben magukat. Az Irán határától 30 km-re lévő város megszerzése fontos volt, hiszen anélkül a brit csapatok képtelenek lettek volna átkelni a szűk, irániak által Paitaknak nevezett hágón. A Brit Királyi Légierő légitámogatást biztosított a szövetséges csapatoknak, valamint számos légiharcot is megvívtak az iráni pilótákkal. A britek légiereje veszteségek nélkül került ki az összecsapásokból, mialatt 6 iráni gépet lelőttek és sok másik megrongáltak. Ezáltal a britekhez került a légifölény, így ezután szabadon bombázhattak, és szórhatták a megadásra ösztökélő szórólapjaikat.
A britek végül elfoglalták Gilán-e Garbot, ezt követően pedig megtámadták a Szarpol-e Zahábot elkeseredetten védő iráni erőket. Az elsöprő tűzerőnek és az irániak egyre fogyatkozó harcikedvének köszönhetően a perzsáknak esélyük sem volt, a britek elfoglalták a várost. Ezzel a Paitak-hágó és a Kermánsáh városába (illetve azon keresztül Teheránba) vezető út megnyílt a britek előtt. A támadók páncélosai ezután sikeresen biztosították a hágót és a környező területet.
A britek elindultak a kermánsáhi országúton Shahabad (ma Islamabad-e-gharb) felé. Az úton csekély iráni ellenállással kellett megküzdeniük, de az útra döntött fákkal, és az út egyes részeinek felrobbantásával a helyiek órákkal visszavetették a britek előrenyomulását.
Az irániak térségben lévő fő hadereje az 5. és 12. gyalogoshadosztály 30 000 embere, illetve az őket támogató kermánsáhi és szanandadzsi tüzérség volt. A gyalogság teljes mértékben könnyűgyalogság volt, hiszen a gépesített gyalogság és a páncélosok több más fronton harcolt. Az irániaknak nem sok esélyük volt a britek elleni védelemben. Késéseket követően, augusztus 28-án reggel a brit csapatok elérték Shahabad külvárosát. Egy Zibri nevű faluban erős, harcrakész iráni helyőrséggel találkoztak. Veszteségek árán ugyan, de a gyenge iráni vezetés és a többszörös brit tűzerő eredményeképp a britek felszámolták az ellenállást. A szövetségesek még aznap bevették Shahabadot.
Augusztus 29-re a britek elérték Kerend városát, így Kermánsáh 3 kilométeres körzetébe értek. Meg is kezdték a város elleni támadás előkészületeit, amikor az iráni parancsnokok tudomást szereztek arról, hogy a kormány elfogadta a tűzszünetet, és a harcok beszüntetésére szólította fel a csapatokat. Az irániak nyílt várossá nyilvánították Kermánsáhot, ahova szeptember 1-jén a britek be is vonultak. Ugyanilyen békésen vonultak be Szanandadzsba, és a Vörös Hadsereg által korábban elfoglalt Kazvinba is.

#### Az Északnyugat-Irán elleni szovjet támadás
A szovjet csapatok augusztus 25-én indították támadásukat, amely során megelőző légicsapást mértek az iráni repülőterekre. A szovjetek három páncélos ékkel törtek előre, melyben mintegy 1000 harckocsi és gépesített gyalogsági egység vett részt. A térségben az irániaknak nem voltak harckocsijaik. Az első csapat – melybe a 47. szovjet hadsereg tartozott – az Azerbajdzsáni Szovjet Szocialista Köztársaságból indította támadását, és a határt áttörve behatolt az iráni Azerbajdzsán régióba. Ezt követően továbbhaladtak Tebriz és az Urmia-tó felé, majd elfoglalták Dzsolfá városát is. Ekkor egy iráni felderítőgép felfedezte a Dzsolfától délre lévő, Marand felé tartó szovjet csapatokat. Ez lehetővé tette a Matboodi tábornok vezette iráni 3. hadosztálynak, hogy a gépesített gyalogságot Shiblibe küldje, feltartóztatva ezzel az ellenséges előrenyomulást, de az idő hiánya miatt a tábornok nem tudta megszervezni a megfelelő ellentámadást. Emellett nem tudta időben felrobbantani a hidakat és utakat, így a szovjetek gyorsan át tudtak kelni a térségen. Öt iráni bombázó megpróbált bombákat szórni a Jolfánál lévő szovjet csapatokra, de lelőtték őket.

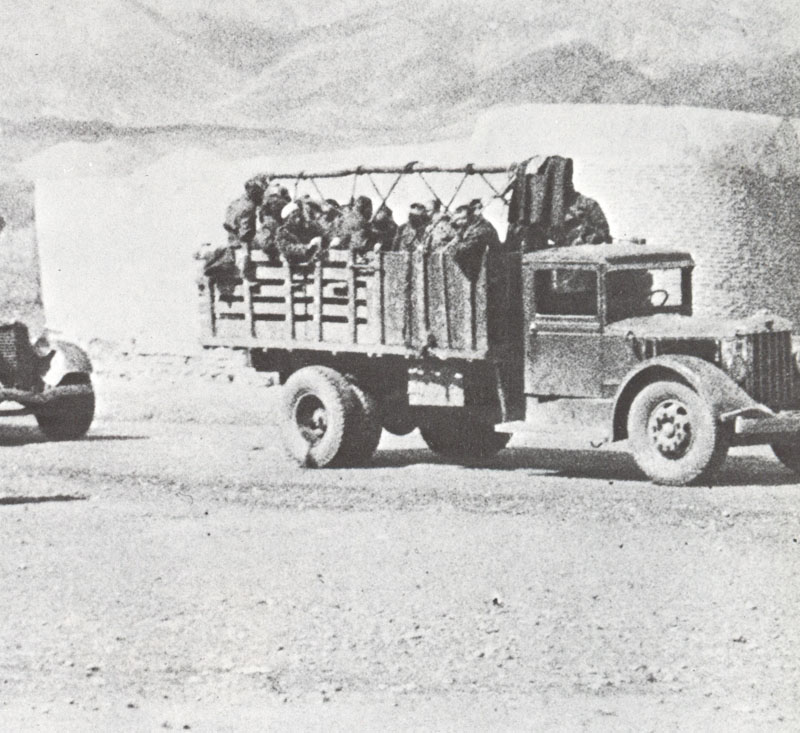
A szovjet katonák átlépik a határt 1941. augusztus 25-én

Eközben az 53. szovjet hadsereg is átlépte a határt, és megindult Ardabil felé. A várost a Qaderi dandártábornok vezette 15. iráni hadosztály védte. Két perzsa ezred meg is indult Nir felé, hogy szembenézzen a támadókkal. Annak ellenére, hogy az iráni csapatok nagy számban és motiváltan voltak jelen, Qaderi tábornok beszállt az autójába, és csapatait hátrahagyva elhajtott. Emellett még a védekezést is hátráltatta, mikor az utánpótlást szállító teherautókkal – melyek élelmet, fegyvereket, illetve tüzérségi ágyúkat vittek – kipakoltatta a szállítmányt, hogy helyet csináljon saját ingóságainak. A szovjetek Nirt megkerülve továbbhaladtak dél felé. A szovjet légierő ekkor bombázni kezdte Ardabilt, ahol a város laktanyái is kisebb sérüléseket szenvedtek. Az elvágott ardabili 15., és tebrizi 3. hadosztály az összeomlás szélére került, de a hivatásos sereg próbálta megtartani a rendet, és parancsnokaik nélkül megindultak az ellenség felé. A megfelelő élelem, ellátmány, és lőszer nélkül maradó csapatok kénytelenek voltak hátrahagyni nehézfegyverzetüket. A körbezárt csapatoknak sikerült néhol ellenállniuk, és elkeseredetten harcolni a végsőkig, de a szovjetek nem meglepő módon legyőzték őket, és augusztus 26-ra megszállták az iráni Azerbajdzsánt (Tebrizzel és Ardabillal együtt).
Augusztus 25-én, a Gilán tartomány elleni szovjet támadást a Fjodor Szegyelnyikov ellentengernagy által vezetett Kaszpi-tengeri flottilla indította meg. A hajórajba több mint egytucat őrhajó, ágyúnaszád, torpedónaszád többcélú légvédelmi hajó és szállítási célra használt kereskedelmi hajó tartozott. A szovjet partraszálló csapatokat és utánpótlásukat kereskedelmi hajókkal szállították. A flotillával szemben mindössze három iráni ágyúnaszád állt. Eközben a 44. szovjet hadsereg átlépte a határt és bejutott az iráni Gilán tartományba. A hadsereg az asztarai, és a Kaszpi-tenger parti főutak mentén tört előre. A térségben állomásozó iráni csapatok miatt a partraszálló egységek feladata az volt, hogy foglaljanak el iráni városokat, majd csatlakozzanak a szárazföldi egységekhez. A partraszálló csapatok hamar elfoglalták a határon fekvő Asztara városát, majd a hajók kikötése után tovább haladtak új célpontjaik felé.
A támadás elsődleges célja a Kaszpi-tengeri kikötőváros, Bandar-e Pahlavi (ma Bandar-e Anzali) elfoglalása volt. A Gilánban lévő, Iranpour tábornok vezette iráni erők kemény ellenállást tanúsítottak Bandar-e Pahlavinál, és a tartomány központjában, Rastnál. Az irániak elsüllyesztettek néhány uszályt a pahlavi kikötő bejáratánál, és partmenti tüzérség híján egy üteg 75 mm-es ágyút vittek a városba. Az irániak elkeseredetten küzdöttek, és a szovjetek fölénye ellenére sikerült megakadályozniuk az ellenséges partraszállást. A védekező csapatok nagyon figyeltek arra, hogy ne lőjenek ágyúikkal, amíg szovjet repülőgépek repülnek felettük, mert azzal felfedték volna az ágyúik helyét. 47 mm-es légvédelmi ágyúik segítségével az irániaknak egyébként sikerült a szovjet repülők többségét távol tartani.
Másnap a Szovjet Légierő kemény támadást indított, nehézbombázókat is bevetve. A négyesével támadó gépek számos katonai és civil célpontot bombáztak Gilán tartomány egész területén, így Bandar-e Pahlaviban és Rastban is. A bombázások során több mint 200 civil vesztette életét, valamint számos katonai állás is megsemmisült. Az ellenállást a földön támadó szovjet 44. hadsereg végleg felszámolta, elfoglalván mindkét várost. Az összecsapások nagyon hevesek voltak, a szovjetek az invázió során itt szenvedték el a legnagyobb veszteségeiket. Az irániak páncélosok és légierő hiányában azonban nem tudták megállítani az ellenséget, és augusztus 28-án megadásra kényszerültek. volt viszont néhány iráni egység, aki nem volt hajlandó elfogadni a vereséget, és visszavonult Rámsirig, ahol folytatta a küzdelmet. Erőfeszítésük feleslegessé vált, mikor az iráni kormány másnap elfogadta a tűzszünetet. Eddigre a szovjet haderő már elérte Csálusz városát, ami azt jelentette, hogy csáluszi főúton, és az Alborz-hegységen átkelve elérhetik Teheránt.

#### Szovjet betörés Irán belsejébe
Eközben az iráni Azerbajdzsánt elfoglaló szovjet csapatok dél felé indultak. A 47. szovjet hadsereg késéseket szenvedett a dzsolfái területeken, mikor három iráni katona sikeresen elzárt egy fontos hidat, és megakasztotta a szovjet előrenyomulást, egészen addig, míg el nem fogyott a lőszerük. A szovjetek nem merték a tüzérséget bevetni, mert a híd esetleges megrongálódásával további késéseket szenvedtek volna. A 47. hadsereg ezt követően tovább haladt dél felé, ahol elfoglalták a Tebriztől 120 km-re nyugatra fekvő Dilmant, majd Urmiát. Utóbbi települést csak néhány lövész védte. A szovjetek bombázni kezdték a várost, több tucat embert megölve, vagy megsebesítve. A város bazárjának nagy része szintén elpusztult.
Mindeközben az 53. szovjet hadsereg Ardabilból délnek indult a Teherán–Tebriz főútvonal mentén, és elfoglalták Meyaneh városát. A támadó haderő ezután augusztus 27–28-án tovább indult déli irányba Kazvin és Teherán felé. Az iráni 15. és 3. hadosztályokat ekkorra már megkerülték és megsemmisítették, mindössze elszórt ellenállással kellett megküzdeniük a szovjeteknek. A szovjetek páncélos ékje megindult a főút mentén, hogy augusztus 29-re elfoglalja a fővárostól 150 km-re fekvő Kazvint, majd a Teherántól délre fekvő Szávét és Komot. Ezzel a hadmozdulattal a szovjetek elvágták volna a Teherán és a Perzsa-öböl közti utat, ami gyakorlatilag Irán kettévágásával ért volna fel. Viszont az irániak augusztus 29-én elfogadták a tűzszünetet, így a szovjetek augusztus 30-án már egy nyílt városba vonultak be. Ugyanekkor az 53. szovjet hadsereg bevette Hamadán városát. Egy kisgyerek meghalt a város bombázása során, az elszórt ellenállást pedig a szovjet csapatok felszámolták. Szeptember 1-jén az iráni kormánnyal történő megegyezést követően a szovjetek megálltak, és Kazvinban maradtak, nem mentek tovább Teherán felé.

#### Az Északkelet-Irán elleni szovjet támadás
Augusztus 25-én a szovjet haderő a Türkmén Szovjet Szocialista Köztársaságból indította támadását Északkelet-Irán ellen. A támadásról nem rendelkezünk olyan részletes leírásokkal, mint a többi hadmozdulat esetén. A szovjet haderőnek át kellett kelnie egy hegyvidéki területen, majd elfoglalni Irán második legnagyobb városát Mashadot.
Mashad és Horászán tartomány védelméről a 8000 fős iráni 9. gyalogoshadosztály gondoskodott. A hadosztály könnyűgyalogságból állt, így vajmi kevés esélye volt, a túlerőben lévő, páncélos- és légitámogatással rendelkező szovjetekkel szemben. A szovjet légierő bombázni kezdte a mashadi repülőteret, megsemmisítve számos iráni repülőgépet és laktanyát. A szovjet csapatok három hadoszlopban keltek át a határon. Három napnyi kemény harcot követően a súlyos veszteségeket szenvedő irániakat visszaszorították. Mashad még aznap szovjet kézre került.

### Diplomácia
Reza sah augusztus 25-én levélben fordult Franklin D. Roosevelt amerikai elnökhöz, az Atlanti Charta okán:

„…az Őexcellenciája által tett nyilatkozat alapján, melyben elkötelezi magát az emberek szabadsághoz való jogainak és a nemzetközi igazságosság elveinek megvédése mellett, arra kérem Őexcellenciáját, hogy tegyen hatékony és sürgős humanitáriánus lépéseket az agresszió befejezése érdekében. Ez az incidens háborúba rángat egy békeszerető és semleges országot, mely csak az országa nyugalmának és fejlődésének megóvásával kíván foglalkozni.”

A sah üzenete nem váltotta be a hozzá fűzött reményeket, az amerikai elnök nem akart beavatkozni az Irán elleni támadásba. Roosevelt a következőképp válaszolt:

„Egészében vizsgálva a kérdést, nemcsak azokat amikre Őfelsége is utalt, hanem azt is, hogy Hitler világuralomra akar törni, bizonyos hogy, a német hódítások tovább fognak folytatódni Európa határain is túl, Ázsiában, Afrikában, de még Amerikában is, amennyiben katonai erővel azt meg nem állítjuk. Ugyanilyen bizonyos, hogy a függetlenségüket megőrizni kívánó országoknak is ki kell venniük részüket ebből a közös erőfeszítésből, hogy ne nyeljék el őket egyenként, ahogy az Európában annyi országgal történt. Ezen felismerés miatt az Amerikai Egyesült Államok népe és kormánya nem csupán a saját országában épít ki a lehető leggyorsabban védelmet, de egy nagyszabású program keretében anyagi támogatást nyújt minden olyan országnak amely aktívan részt vesz a német világuralmi törekvések elleni küzdelemben.”

Roosevelt ugyanakkor megnyugtatta a sahot, mondván „a brit és szovjet kormány azt nyilatkozta, hogy nincs szándékukban ártani Irán függetlenségének, vagy területi egységének”. 1945-ben ugyanakkor a szovjetek tehetők felelőssé két azeriektől és kurdoktól lakott észak-iráni szakadár tartomány támogatásáért.

### Végső szakasz és végeredmény

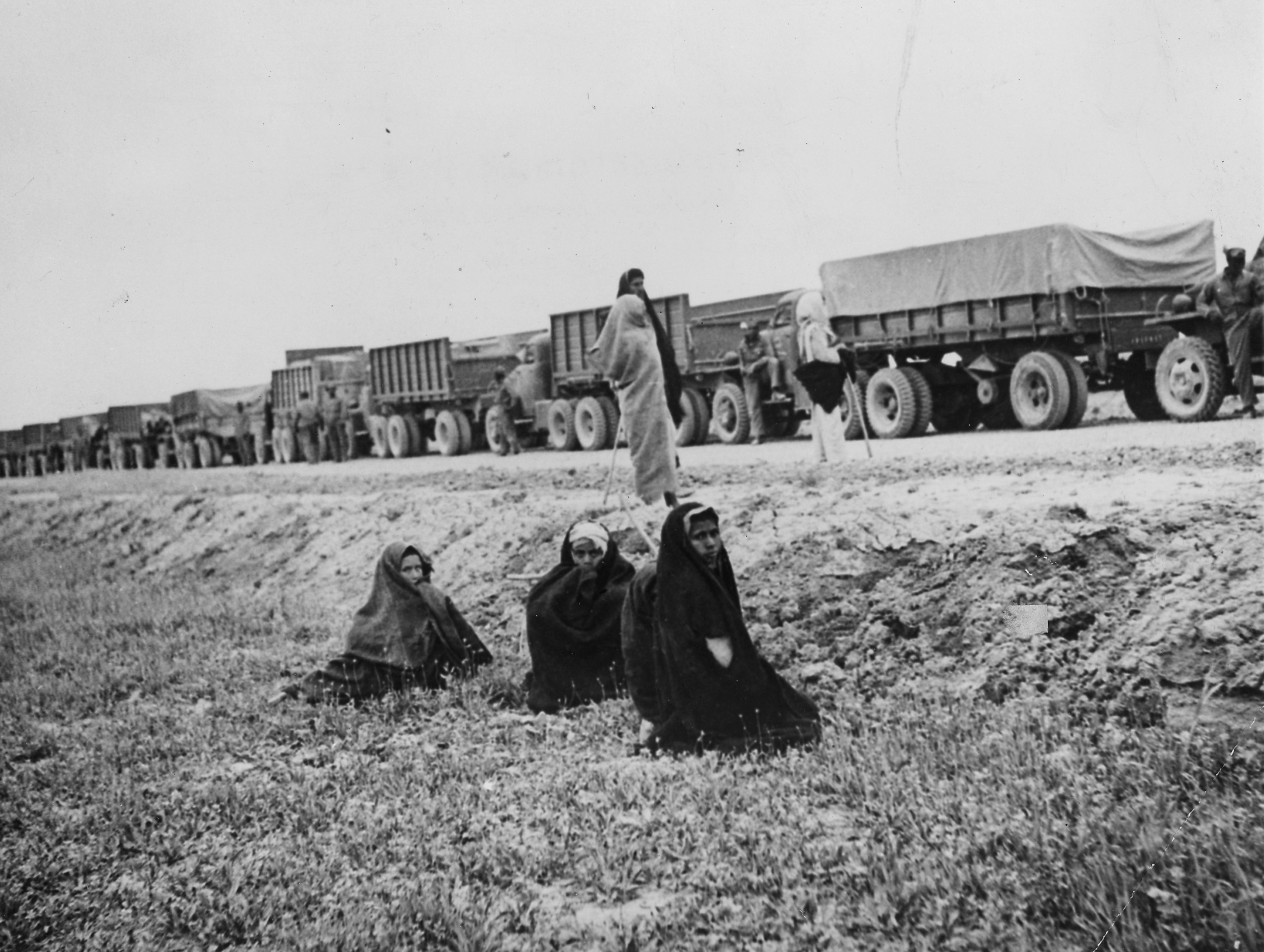
A Vörös Hadseregnek szánt amerikai teherautók saját lábon, egyéb rakománnyal megrakodva Iránban, úton a Szovjetunió felé

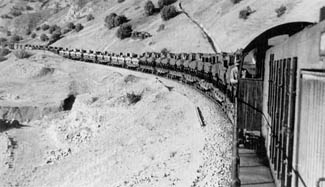
Ellátmányt szállító vonat szeli át Iránt a megszállást követően

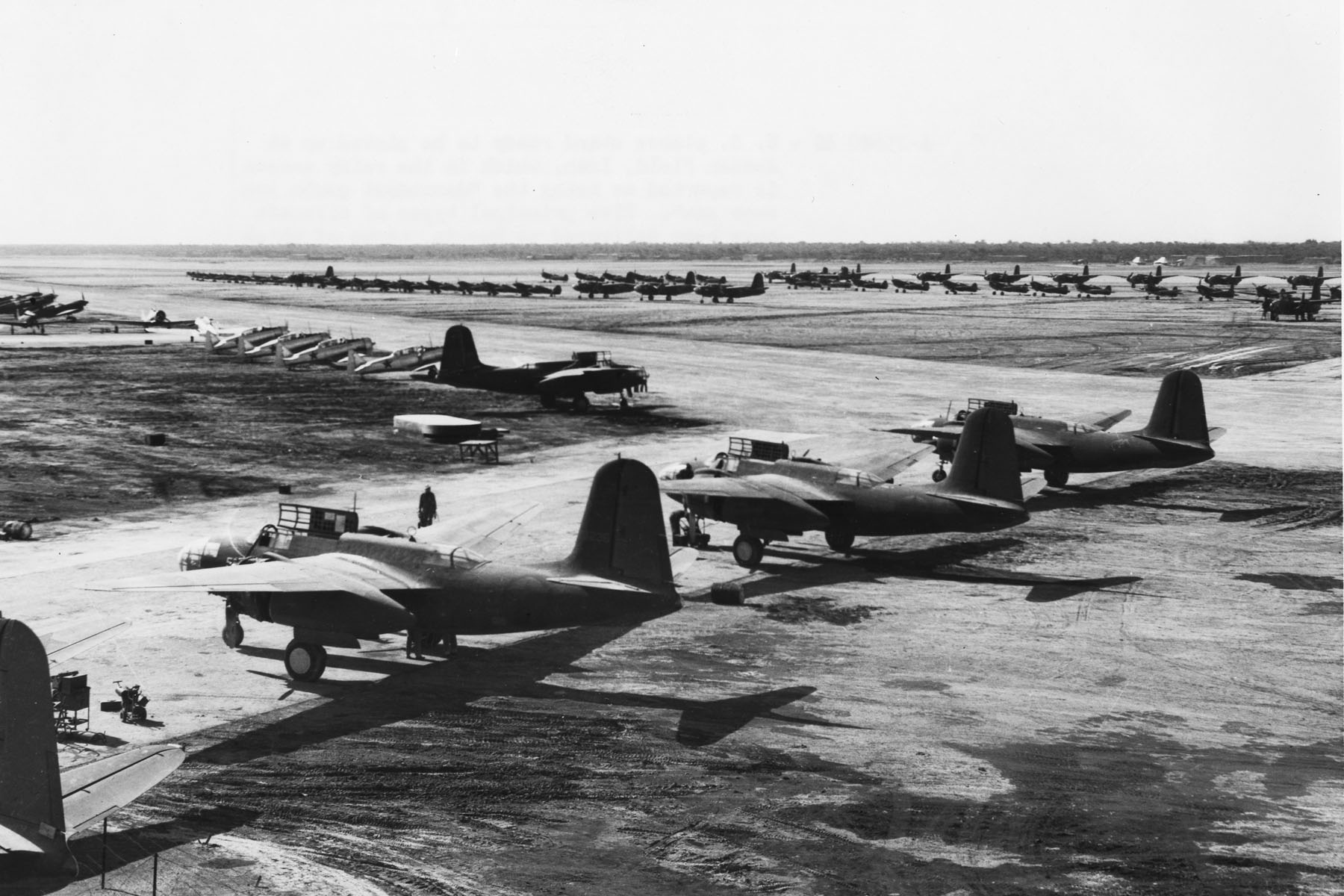
Amerikából Afrikán keresztül érkezett repülőgépek az ábádáni repülőtéren, a Szovjetunió felé szállítás közben. Előtérben Douglas A–20 Havoc gépek

Augusztus 28-29-re az iráni katonai helyzet teljes káosz volt. A szövetségesek uralták a perzsa légteret, és az ország nagy része is a kezükben volt. A nagyobb iráni városok – mint például Teherán – többszöri bombázáson estek át. Konkrétan Teheránban a veszteségek csekélyek voltak, de a szovjet légierő szórólapokat szórt a városra, melyben figyelmeztette a lakosságot egy közelgő bombázóhadjáratra, és megadásra szólította fel a várost, hogy az elkerülhesse a komolyabb károkat. A főváros ivóvíz- és élelmiszerkészletei szintén szűkösek voltak, és a katonák is menekültek, attól tartva, hogy a katyńi vérengzéshez hasonlóan, a szovjetek őket is kivégzik elfogásukat követően. Szembesülve a totális összeomlással, a királyi család (a sah és a koronaherceg kivételével) Iszfahánba menekült.
A Reza sah által rengeteg idő és költség árán felépített haderő összeomlása megalázó volt.A tábornokok közül sokan alkalmatlannak bizonyultak, egy részük pedig titokban összejátszott a britekkel és szabotálta az iráni ellenállást. A tábornokok titokban találkoztak és a megadás lehetőségein egyezkedtek. Mikor ez a sah tudomására jutott, sétabotjával megverte a hadsereg fejét Ahmad Nakhjavan tábornokot, és letépte rangjelzését. Kis híján a sah helyben agyonlőtte, de szerencséjére a koronaherceg ragaszkodott bebörtönzéséhez. Reza sah utasította britbarát miniszterelnökét, Ali Manszúrt, hogy mondjon le, mert azzal vádolta, hogy demoralizálta a hadsereget. Mansurt a korábbi miniszterelnök, Mohammad Ali Foroughi váltotta. Reza sah eztán utasította a hadsereget, hogy hagyjon fel a harcokkal, hogy tűzszünetet köthessen, majd tárgyalni kezdett a britekkel és a szovjetekkel.
Foroughi, az új miniszterelnök ugyanakkor ellenségének tartotta Reza sahot, mivel annak idején ő kényszerítette nyugdíjba vonulásra különböző politikai okok miatt, fiát pedig kivégzőosztag elé állíttatta. Mikor a miniszterelnök tárgyalni kezdett a britekkel, a kedvező feltételek kicsikarása helyett arra kérte a briteket, hogy szabadítsák fel őt és az iráni népet a sah uralma alól.
A britek és Foroughi végül abban állapodtak meg, hogy a szövetségesek kivonulnak az országból, de cserébe az irániaknak teljesíteniük kell pár követelést. Ilyen volt például , hogy a német követnek és családjának el kell hagynia Teheránt; a német, olasz, magyar, és román követségeket be kell zárni; minden német nemzetiségű személyt és családját át kell adni a brit és szovjet hatóságoknak. Az utolsó követelés az átadott emberek szinte biztos bebörtönzését, vagy (a szovjetek esetén) halálát okozta volna, ezért a sah késleltette ennek teljesítését. Emellett tervezni kezdte a németek kimenekítését Iránból. Szeptember 18-ra szinte az összes német átszökött a török határon.
Az uralkodó ellenszegülése miatt, a Vörös Hadsereg szeptember 16-án megszállta Teheránt. A kommunisták kivégzéseitől tartva sokan (főként a gazdagabbak) elmenekültek a városból. Egy Foroughi által személyesen írt levélben Reza sah bejelentette lemondását, amikor a szovjetek szeptember 17-én beléptek a városba. A britek a Kádzsár-dinasztia hatalomba való visszatérését akarták, mert azok jól szolgálták a brit érdekeket, még Reza sah uralmát megelőzően. Viszont a dinasztia trónörököse Hamid Mirza brit állampolgár volt és még perzsául sem tudott. Helyette (Foroughi közbenjárásával) a koronaherceg, Mohammad Reza Pahlavi tette le hivatali esküjét és vált az új iráni sahhá. Reza sahot letartóztatták mielőtt elhagyhatta volna a fővárost és brit fogságba került. Brit fogolyként Dél-Afrikába száműzték, ahol nem sokkal később meg is halt. A szövetségesek október 17-én kivonultak Teheránból. A háború ideje alatt Irán gyakorlatilag brit és szovjet megszállási övezetekre szakadt. A szovjetek az ország északi részén állomásoztak, a britek pedig nem léptek túl Hamadán és Kazvin körzetén.

## A megszállás ideje alatt
Az immár nyitott utánpótlási vonalon, az úgynevezett Perzsa korridoron keresztül a kölcsönbérleti törvény keretében hatalmas mennyiségű (több mint 5 millió tonna) hadianyagot szállítottak elsősorban a szovjeteknek, de néha a britek közel-keleti területeire is.
Az új sah 1942 januárjában szövetségi szerződést írt alá a britekkel és a szovjetekkel, ami alapján Irán nem katonai jellegű segítséget nyújt a szövetségeseknek. A szerződés ötödik pontja szerint – melyben az iráni vezető nem teljesen bízott – a szövetségesek az ellenségeskedés befejezése utáni hat hónapban elhagyják Irán területét. 1943 szeptemberében Irán hadat üzent Németországnak, ezáltal felvételt nyerve az Egyesült Nemzetek Szervezetébe. Ez év novemberében a teheráni konferencián Franklin D. Roosevelt amerikai elnök, Winston Churchill brit miniszterelnök és Joszif Sztálin a szovjet Népbiztosok Tanácsának elnöke újból megerősítették Irán függetlenségével és területi egységével kapcsolatos kötelezettségüket, valamint hajlandóságot mutattak egy Iránnak nyújtandó gazdasági segítségnyújtás felé. A megkötött szerződés kimondta, hogy Irán nem megszállt országnak, hanem a szövetségesek tagjának tekintendő.

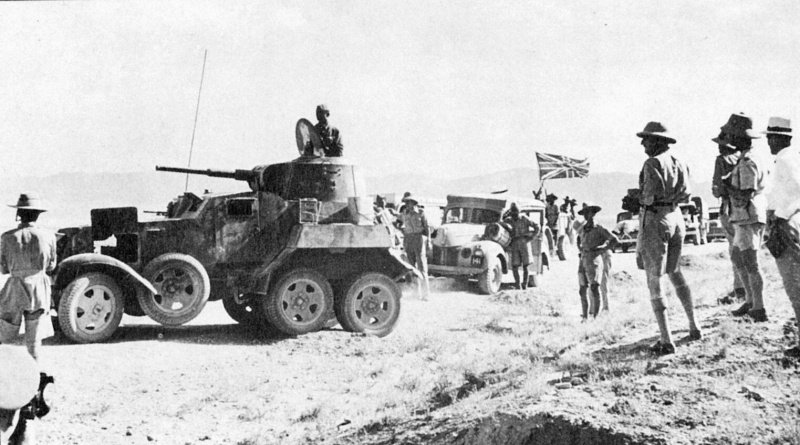
Brit szállítókonvoj és szovjet kísérete kel át Iránon 1941 szeptemberében. A bal oldalon egy BA–10 páncélozott gépkocsi látható

A háború nagy károkat okozott Iránban. Az államigazgatási szervek nagy része megsérült az invázió során, az élelmiszerekből és alapvető árucikkekből hiány volt. A helyzetet tovább súlyosbította, hogy Észak-Iránban a learatott termést a szovjetek eltulajdonították, ezzel tovább fokozva az élelmiszerhiányt. Emellett a szovjet és brit megszállók a gabonát alkualapként használták. Ezen felül még a megszálló csapatokat is élelmezni kellett, a szállítási infrastruktúra pedig nem tudott elegendő élelmiszert mozgatni, mert a hadianyagok szállítása leterhelte a hálózatot. A britek nyomást gyakoroltak a sahra, hogy az nevezze ki miniszterelnöknek Ahmad Qavamot, aki szintén nem tudott úrrá lenni a gazdasági és élelmezési problémákon. 1942-ben éhséglázadás tört ki Teheránban. Ennek következtében az országban statáriumot vezettek be, és a rendőrség számos tüntetőt megölt. A 450%-os infláció nagy nehézségeket okozott az alsó- és középosztálybelieknek. Az ország egyes részein az éhezés emberéleteket is követelt. Ebben az időszakban Iránban semmiféle fegyveres ellenállás nem volt tapasztalható a megszálló csapatokkal szemben.
1943-ban az Egyesült Államok is küldött csapatokat Iránba. A 30 000 amerikai a Perzsa korridor megerősítésében segített. A Szovjetuniónak – a kölcsönbérleti egyezmény keretében – küldött segélyek 26-34%-a Iránon keresztül érkezett az országba. Az amerikaiak jelenléte csökkentette az irániak az irányú félelmét, hogy a britek vagy a szovjetek gyarmatosítani akarják hazájukat, hiszen az amerikai elnök többször is kijelentette, hogy tiszteletben tartják Irán függetlenségét. Az amerikaiak emellett kölcsönbérleti segélyt nyújtottak Iránnak, valamint segítettek a perzsa katonák kiképzésében is. Irán új pénzügyminisztere az amerikai Arthur Millspaugh lett, aki 1922–1927 között is betöltve ezt a posztot, sok ellenlábast szerzett mialatt az iráni pénzügyeket igazgatta.
A németek 1943 során két alkalommal tettek kísérletet szövetségesek elleni akciókra. 1943 nyarán a német hírszerzés – az Abwehr – a François hadművelet keretében az Iránban élő kaskái népcsoportot használta fel a brit és amerikai utánpótlás-szállítmányok elleni szabotázsakcióban. Szintén 1943-ra, a teheráni konferencia idejére időzítették a sikertelen „Távolugrás” hadműveletet (Unternehmen Weitsprung), melynek célja a „Nagy Hármak”, azaz Joszif Sztálin, Winston Churchill, és Franklin Roosevelt, konferencián történő meggyilkolása lett volna.

## Kivonulás

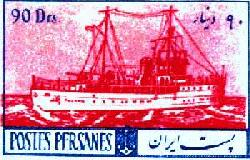
1950-es évekbeli iráni bélyeg, az iráni Palang (Leopárd) hadihajó képével. A hajót a Brit Királyi Haditengerészet süllyesztette el 1941 augusztusában, az ábádáni kikötőben

A három évnyi megszállás alatt Sztálin kiterjesztette a szovjet érdekszférát Azerbajdzsán tartományra és az északnyugat-iráni kurd területekre, valamint létrehozta a kommunista irányvonalú Iráni Tudeh Pártot. A szovjetek megpróbáltak ellentétet szítani a földesurak – vagy ahogy a helyiek hívták őket, arbabok – és a munkásaik közt. 1945. december 12-én, többhetes harcok után a szovjetek által támogatott szeparatisták kikiáltották az Azerbajdzsáni Népköztársaság megalakulását. 1945 végén megalakult a Kurd Népköztársaság is. Az irániak csapatokat küldtek az irányítás visszaszerzése céljából, de a Vörös Hadsereg egységei feltartották őket.
Mikor 1946. március 2-án – hat hónappal a háború végét követően – elérkezett a kivonulás ideje, a britek megkezdték a kivonulást, Moszkva viszont visszautasította azt, arra hivatkozva, hogy az veszélyt jelentene a Szovjetunió biztonságára.
A szovjet csapatok nem is vonultak ki az országból, egészen 1946 májusáig, amikor Irán hivatalos panaszt nyújtott be a frissen alakult ENSZ Biztonsági Tanácsához. Ez volt az első, ország által benyújtott panasz az ENSZ történetében, és egyben a szervezet próbája is, hogy milyen hatékonyan tudja megoldani a második világháború utáni nemzetközi problémákat. Az ENSZ BT viszont nem tett semmilyen konkrét lépést, mellyel nyomást gyakorolt volna a szovjetekre. Ebben az időben kicsivel nyugatabbra a palesztinai kérdés egyre fokozódott, mely szintén megoldásra várt. A szovjet csapatokat 1946 májusában kezdték kivonni a térségből, amikor Teherán engedményeket adott az olajkitermelések kapcsán. A decemberre kivont csapatokat ezután iráni kormányerők követték, melyek visszaállították a korábbi központi politikát az északi népköztársaságokban, azok megszűntek, a szovjetbarát azeri Dzsafar Pisevari és kormánya a Szovjetunióba emigrált. Az olajengedményeket Teherán visszavonta, melyet 1947-ben az USA külügyminisztere és az ENSZ szavatolt.